# Iasos (Argos)
Pour les articles homonymes, voir Iasos.
Dans la mythologie grecque, Iasos (en grec ancien Ἴασος) est un roi d'Argos, en Argolide.

## Famille
Les traditions ne s'accordent pas sur le nom de son père : tantôt, Iasos est l'un des fils de Triopas, quand d'autres versions considèrent qu'il est fils d'Argos et petit-fils d'Agénor. Ces deux traditions s'accordent néanmoins sur le fait qu'il est le père d'Io, et l'époux de Leucané.

## Mythe
Selon la tradition qui en fait l'un des fils de Triopas, Iasos partage avec ses frères le territoire du Péloponnèse : il obtient la région ouest, avec l'Élide, Pélasgos recevant l'Est et fondant Larissa, citadelle d'Argos (en), Agénor héritant de la cavalerie de son père, avec laquelle il dépossède ses deux frères de leurs territoires.